# Thung Hua Chang (huyện)
Thung Hua Chang (tiếng Thái: ทุ่งหัวช้าง) là một huyện (amphoe) của tỉnh Lamphun, miền bắc Thái Lan.

## Lịch sử
Tiểu huyện (king amphoe) Thung Hua Chang đã được thành lập vào ngày 1 tháng 2 năm 1987, khi 3 tambon đã được tách ra từ huyện Li. Đơn vị hành chính này đã được nâng cấp thành huyện vào ngày 4 tháng 11 năm 1993.

## Địa lý
Các huyện giáp ranh (từ phía tây theo chiều kim đồng hồ) Li, Ban Hong và Mae Tha của tỉnh Lamphun, Soem Ngam và Thoen của tỉnh Lampang.

## Hành chính
Huyện này được chia ra thành 3 phó huyện (tambon), các đơn vị này lại được chia thành 35 làng (muban). Thung Hua Chang là một thị trấn (thesaban tambon) nằm trên một phần tambon cùng tê. Có 3 Tổ chức hành chính tambon.
| STT. | Tên             | Tên Thái | Số làng | Dân số |  |
| ---- | --------------- | -------- | ------- | ------ |  |
| 1.   | Thung Hua Chang | ทุ่งหัวช้าง  | 12      | 8.294  |  |
| 2.   | Ban Puang       | บ้านปวง   | 11      | 3.918  |  |
| 3.   | Takhian Pom     | ตะเคียนปม | 12      | 6.855  |  |